# Walter Tenório Cavalcanti
Walter Tenório Cavalcanti (Palmeira dos Índios, 9 de março de 1911 — , 2007) foi um advogado e político brasileiro.

## Vida
Filho de Antônio Tenório Cavalcanti e de Luísa Adalgisa Tenório Cavalcanti. Casou com Jocelina Machado Cavalcanti e tiveram filhos. Depois, casou com Raquel Buch Cavalcanti. Era parente de Natalício Tenório Cavalcanti de Albuquerque, deputado federal pelo  Rio de Janeiro em três legislaturas.
Bacharel em direito pela Universidade Federal do Paraná.
Foi deputado à Assembleia Legislativa de Santa Catarina na 2ª legislatura (1951 — 1955), eleito pelo Partido Social Democrático (PSD).